# Superliga 1999-2000 (Slovacchia)
L'edizione 1999-2000 della Corgoň Liga vide la vittoria finale dell'ASK Inter Slovnaft Bratislava.
Capocannoniere del torneo fu Szilárd Németh (ASK Inter Slovnaft Bratislava), con 16 reti.

## Classifica finale
|    | Classifica          | G  | V  | N  | P  | GF | GS | Dif | Pt |
| -- | ------------------- | -- | -- | -- | -- | -- | -- | --- | -- |
| 1  | Inter Bratislava    | 30 | 21 | 7  | 2  | 65 | 16 | 49  | 70 |
| 2  | Košice              | 30 | 19 | 4  | 7  | 57 | 31 | 26  | 61 |
| 3  | Slovan Bratislava   | 30 | 16 | 9  | 5  | 52 | 18 | 34  | 57 |
| 4  | Spartak Trnava      | 30 | 15 | 8  | 7  | 38 | 21 | 17  | 53 |
| 5  | OD Trenčín          | 30 | 13 | 8  | 9  | 38 | 29 | 11  | 47 |
| 6  | Tatran Prešov       | 30 | 14 | 5  | 11 | 38 | 42 | -4  | 47 |
| 7  | Ružomberok          | 30 | 13 | 7  | 10 | 29 | 26 | 3   | 46 |
| 8  | Žilina              | 30 | 12 | 5  | 13 | 39 | 37 | 2   | 41 |
| 9  | Artmedia Petržalka  | 30 | 11 | 6  | 13 | 43 | 48 | -5  | 39 |
| 10 | Senec               | 30 | 9  | 10 | 11 | 33 | 36 | -3  | 37 |
| 11 | Humenné             | 30 | 9  | 7  | 14 | 31 | 43 | -12 | 37 |
| 12 | Dubnica             | 30 | 10 | 7  | 13 | 25 | 35 | -10 | 34 |
| 13 | Nitra               | 30 | 8  | 4  | 14 | 24 | 44 | -20 | 28 |
| 14 | DAC Dunajská Streda | 30 | 6  | 9  | 15 | 24 | 42 | -18 | 27 |
| 15 | Dukla B.B.          | 30 | 7  | 2  | 21 | 27 | 53 | -26 | 23 |
| 16 | Banik Prievidza     | 30 | 6  | 4  | 20 | 29 | 71 | -42 | 22 |

### Verdetti
- ASK Inter Slovnaft Bratislava campione di Slovacchia 1999-2000.
- VTJ Koba Senec, HFC Hummené, ZTS Dubnica, Nitra, 1.FC DAC Dunajska Streda, Dukla Banska Bystrica e Banik Prievidza retrocesse in II. liga.

## Statistiche e record

### Classifica marcatori
| Gol |  |  | Giocatore          | Squadra                                 |
| --- |  |  | ------------------ | --------------------------------------- |
| 16  |  |  | Szilárd Németh     | Inter Bratislava                        |
| 15  |  |  | Ruslan Ljubars'kyj | Košice                                  |
| 14  |  |  | Tomáš Medveď       | Artmedia Petržalka                      |
| 12  |  |  | Marek Mintál       | Žilina                                  |
| 10  |  |  | Luis Fabio Gomes   | Spartak Trnava                          |
| 10  |  |  | Stanislav Varga    | Slovan Bratislava                       |
| 9   |  |  | Jozef Kožlej       | Košice                                  |
| 9   |  |  | Marián Ľalík       | Inter Bratislava                        |
| 9   |  |  | Július Šimon       | DAC Dunajská Streda/ Artmedia Petržalka |
| 9   |  |  | Jozef Urblík       | Banik Prievidza                         |